# 230 aC
El 230 aC va ser un any del calendari romà prejulià. Durant la República i l'Imperi Romà, era conegut com a any del consolat de Bàrbula i Pera (o també any 524 ab urbe condita). L'ús del nom «230 aC» per referir-se a aquest any es remunta a l'alta edat mitjana, quan el sistema Anno Domini va ser el mètode de numeració dels anys més comú a Europa.

## Esdeveniments

### Imperi Selèucida
- Antíoc Híerax, rei d'una part de l'Imperi Selèucida, és atacat pel rei de Pèrgam Àtal, que havia vençut els gàlates, aliats d'Antíoc. Aquest, després de la derrota gàlata, només conserva el suport egipci, poc significatiu.[2]

### Antiga Grècia
- La ciutat de Fenice, que Polibi descriu com la més rica i poderosa de les ciutats de l'Epir, és conquerida pels il·liris ajudats per grups de gals mercenaris. Els epirotes van al rescat de la ciutat, i una sortida dels il·liris els sorprèn i els derrota.[3]

### Regne d'Il·líria
- Escerdilaides d'Il·líria dirigeix una força enviada per la reina vídua Teuta contra l'Epir. Avança a través dels passos d'Atintània i derrota un exèrcit epirota, arribant fins a Fenice, però torna ràpidament, cridat per Teuta, per fer front a un atac dels dàrdans.[4]

### Antiga Roma
- Aquest any són elegits cònsols Marc Emili Bàrbula i Marc Juni Pera.[5]
- Els dos cònsols fan la guerra contra els lígurs. L'historiador medieval Joan Zonaràs[6] diu que quan els cartaginesos coneixen aquesta guerra, decideixen marxar contra Roma], però en renuncien quan els cònsols arriben al seu país, i els reben amb grans mostres d'amistat. Això és un error i, amb tota probabilitat els fets s'han de referir als gals, que, segons diu Polibi, estaven a punt de revoltar-se a causa de la Llei Flaminia, proclamada dos anys abans, el 232 aC, que establia la divisió i el repartiment de les terres de la regió del Picè.[7]

## Naixements
- Luci Emili Paulus Macedònic, dirigent romà a la Tercera Guerra Macedònica (171 aC - 168 aC).[8]

## Necrològiques
- Aristarc de Samos (nascut circa 310 aC), astrònom i matemàtic grec. Va proposar el model heliocèntric del sistema solar (data aproximada).[9]
- Xunzi, filòsof xinès que va viure durant el període dels Regnes combatents i va contribuir a una de les Cent escoles de pensament.[10]